# Boleros en La Habana
Boleros en La Habana es la segunda novela del escritor chileno Roberto Ampuero sobre el detective privado Cayetano Brulé. Publicada en 1994, fue precedida por ¿Quién mató a Cristián Kustermann? y sucedida por El alemán de Atacama (1996), Cita en el Azul Profundo (2004), Halcones de la noche (2005), El caso Neruda (2008) y Bahía de los misterios (2013).

## Trama
Han transcurrido dos años desde que Cayetano Brulé estuvo en Cuba, su lugar de nacimiento,. En aquella ocasión, debió ir a la isla siguiendo la pista que lo ayudaría a descubrir al asesino de Cristián Kustermann. Brulé, quien reside en Valparaíso, recibe ahora una misteriosa carta que contiene un pasaje en avión y una carta que dice: "Embárquese en el vuelo a Cuba que indica el pasaje adjunto. Hallará cuarto reservado a su nombre en el hotel Habana Libre, Asumo todos los gastos y le garantizo honorarios generosos. Es un asunto de vida o muerte. Confío en su discreción. Plácido". Cayetano, dudoso pero con ansias de ir a su país natal, se sube en el avión y parte a la isla gobernada por Fidel. Se hospeda en el hotel antes mencionado y luego de registrarse llega a su habitación donde plácido -el que le envió la carta- llega  minutos después pidiéndole ayuda porque se encontró una maleta llena de dinero en su cama de un hotel de Miami y sabe que los dueños de este dinero lo están persiguiendo para recuperar el botín.